# هنري تندي
هنري تندي (بالإنجليزية: Henry Tandey)‏، في عام 1914، إبان الحرب العالمية الأولى، الجندي البريطاني هنري تندي، اِلتقى أدولف هتلر بالصدفة، حيث كان هذا الأخير جريحا وغير مسلح. كان هتلر شابًا ويحمل رتبة جيفريتر في الجيش الألماني (وهي رتبة تعادل وكيل عريف في الجيش البريطاني، وجندي من الدّرجة الأولى في القوات الأمريكية). قرر الجندي البريطاني أن لا يطلق على هتلر النّار وتركه يعيش ويحيا. لاحقًا، قام هتلر بنشر هذه القصّة.